# گلن آربور (میشیگان)
گلن آربور (به انگلیسی: Glen Arbor) یک منطقهٔ مسکونی در ایالات متحده آمریکا است که در Leelanau County واقع شده‌است. گلن آربور ۲۲۹ نفر جمعیت دارد و ۱۸۰٫۱۴ متر بالاتر از سطح دریا واقع شده‌است.